# Villar de Rena
Villar de Rena es un municipio español de 1.320 habitantes (INE 2023), perteneciente a la provincia de Badajoz (comunidad autónoma de Extremadura).

## Situación
Enclavada dentro de la comarca de Vegas Altas, está situada en la Sierra de Rena y bañado por los ríos Ruecas y Alcollarín, con un superficie de 82,8 km², 277 m de altitud, y a 120 km de la ciudad de Badajoz. Pertenece al Partido judicial de Villanueva de la Serena.
Pertenecientes a su vez a este municipio son las Entidades Locales Menores de Palazuelo y Puebla de Alcollarín, a 10 y 5 km de distancia respectivamente, alcanzando entre las tres una población de 1.320 habitantes (año 2023), contando Villar de Rena con una población de 467 habitantes.

## Historia
Los orígenes de Villar de Rena se remontan a tiempos de los romanos, cuyo enclave ciertos autores estaría situada en la antigua Lacipea romana, mansión y lugar de descanso (de ahí seguramente deriva el nombre de Villar, es decir, casas de campo o de descanso de las huestes romanas) en la vía que se dirigía a Caesar Augusta (Zaragoza). Otros Autores sin embargo creen que estaría enclavadas en la antigua Regina.
Hacia finales del siglo XII, la repoblación llevada a cabo por los cristianos en este tierra se llevaría a cabo por la orden de los templarios, constituyéndose un territorio dependiente del señorío de la Comunidad de Villa y Tierra siendo la población principal Medellín, y al Obispado de Plasencia, alcanzando la categoría de Villa Exenta en 1735 pero teniendo que esperar de hecho hasta el año 1811 para que Villar de Rena fuera totalmente independiente, años de la desaparición de Señorío del condado de Medellín.

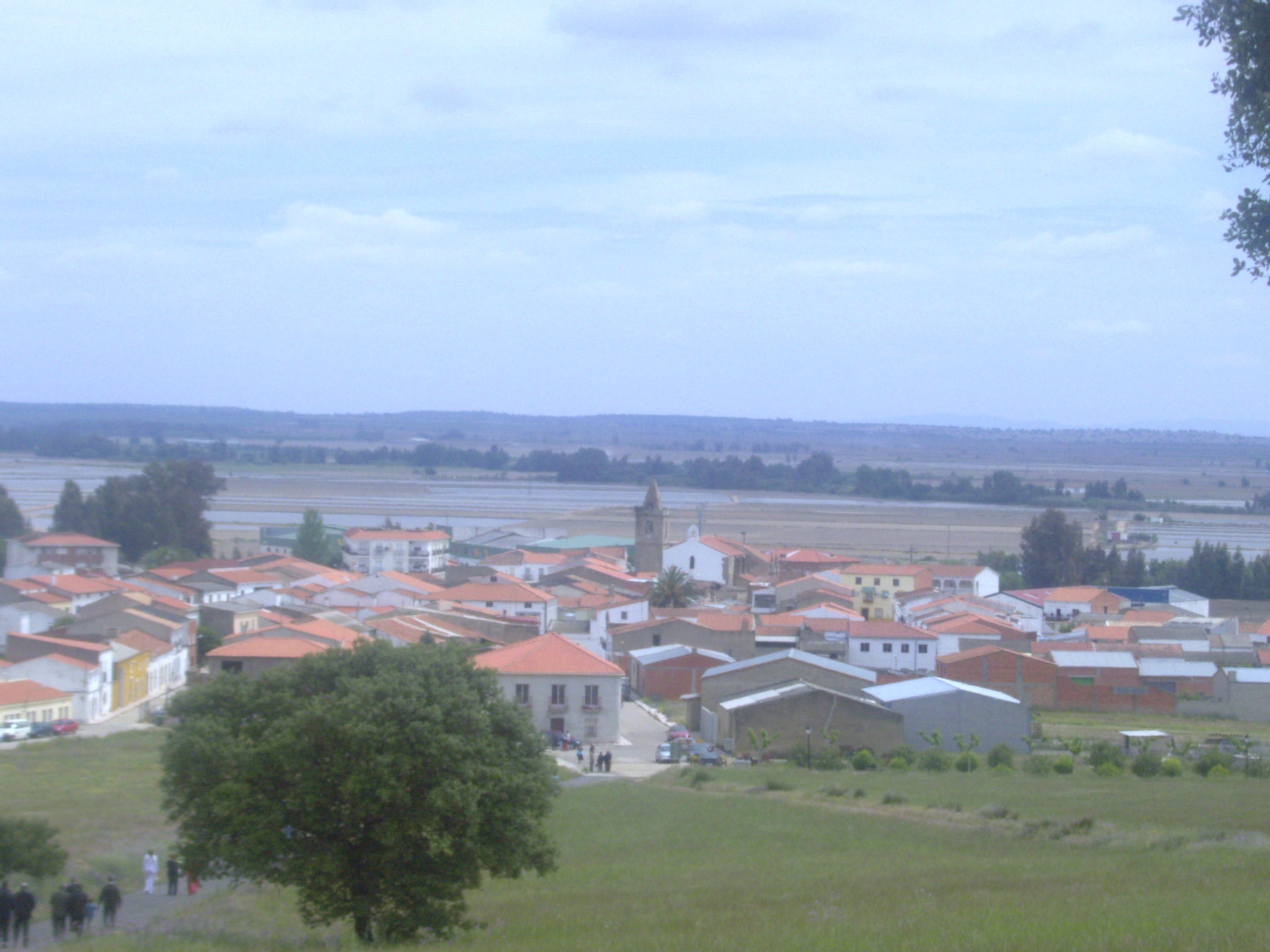
Vista de Villar de Rena desde la Ermita.

A la caída del Antiguo Régimen la localidad se constituye en municipio constitucional en la región de Extremadura. Desde 1834 quedó integrado en el Partido judicial de Villanueva de la Serena. En el censo de 1842 contaba con 75 hogares y 237 vecinos.

## Patrimonio
El hito monumental más destacado es la Iglesia parroquial católica de San Pedro Apóstol, en la Archidiócesis de Mérida-Badajoz, Diócesis de Plasencia, arciprestazgo de Miajadas. Este singular edificio se sitúa en el borde oriental del caserío, lindando con la carretera a Campolugar. Lo constituye una realización Tardogótica de reducidas proporciones originaria del siglo XV, edificada en mampostería y piedra según el modelo del templo rural propio del ámbito emeritense. Consta de gran cabecera con cubierta de crucería estrellada, nave única, coro a los pies y torre rematada en chapitel bajo la que se aloja el baptisterio. Éste se cubre con bóveda de piedra, figurando en uno de los sillares el año 1560 como fecha de ejecución. En la fachada frontal se abre una sencilla portada granítica, existiendo otra, hoy cegada, en el costado de la Epístola.
El templo contó con un buen retablo asentado en el primer tercio del siglo XVII. Con motivo de un incendio acaecido en 1986 fueron descubiertas unas pinturas murales antes desconocidas, hoy restauradas. Son de factura popular datables en el siglo XVIII y representan un retablo compartimentado en doce casas, con escenas de la Anunciación y la Natividad, un Crucificado y otros motivos.
Enclavado en un entorno natural privilegiado para las aves por su ecosistema, destaca la gran variedad ornitológica, que se asientan en las cercanías debido a la gran cantidad de cultivos de arroz, además de frutales.

## Demografía
Villar de Rena cuenta con una población de 1323 habitantes (INE 2024).
| Gráfica de evolución demográfica de Villar de Rena entre 1842 y 2021                                                  |
| |
| Población de derecho según los censos de población del INE. Población de hecho según los censos de población del INE. |

Es la suma de las tres localidades.

## Fiestas
Entre sus fiestas populares podemos mencionar: el día de "La Gira", el Lunes de Pascua; del 9 al 10 de mayo las fiestas patronales de " San Gregorio Nacianceno" y la "Semana Cultural"; la "Fiesta de Otoño" durante el último fin de semana de septiembre.

## Cómo llegar
Podemos llegar a Villar desde Rena (EX-354, dirección Trujillo), Don Benito o Villanueva de la Serena (EX-354), Badajoz (N-430, dirección Ciudad Real y desvío a Rena) y Madrid (A-5, dirección Lisboa y desvío Abertura).